# Удачное приобретение
Удачное приобретение — советская и российская группа, исполняющая блюз. Основана в 1969 году Алексеем Беловым, Владимиром Матецким и Михаилом Соколовым. Одна из первых блюзовых групп в СССР.

## История группы
Предтечей «Удачного приобретения» была группа «Удачные покупки», образованная в 1968 году старшеклассниками московской школы № 193, находящейся в Черёмушках, Алексеем Беловым (гитара), Андреем Петровым (вокал, барабаны), его младшим братом гитаристом Сергеем Петровым и бас-гитаристом Владимиром Игнатьевым. Группа выступала на школьных танцах с «фирменным» репертуаром, то есть, как и впоследствии, исполняла кавер-версии англоязычных песен.
В 1969 году происходят изменения в составе. Сергей Петров уходит в аккомпанирующий ансамбль к популярной тогда певице Галине Ненашевой. Андрей Петров становится «освобождённым» вокалистом, а за барабаны вместо него садится Михаил Соколов. Вскоре Игнатьеву, поступившему в МАДИ и серьёзно подошедшему к учёбе, становится трудно часто выступать. Соколов порекомендовал бас-гитариста Владимира Матецкого, с которым они играли вместе в группе «Харакири». Сначала Матецкий и Игнатьев подменяют друг друга, затем Игнатьев уходит. Эти перемены в составе вызвали и перемену в названии. С конца 1969 года группа стала называться «Удачное приобретение». Название придумал Андрей Петров, вскоре тоже ушедший.
В 1969—1976 годах Алексей Белов работал в Государственном проектном институте № 1 чертёжником-конструктором. Там же находилась и репетиционная база «Удачного приобретения».
Возник «золотой состав»: Алексей «Вайт» Белов — гитара, вокал, Владимир Матецкий — бас-гитара, Михаил «Петрович» Соколов — барабаны.
Тогда же выкристаллизовался стиль группы — горячий, эмоциональный ритм-энд-блюз. В репертуаре звучат лучшие зарубежные стандарты, исполнялись также песни Матецкого на английском языке.
Группа заняла лидирующую позицию среди московских англоязычных блюзовых коллективов. В своей книге «Рок в Союзе : 60-е, 70-е, 80-е» Артемий Троицкий отмечает:

…Фаворитами московских «сейшенов» середины 70-х были несколько групп. «Удачное приобретение» во главе с гитаристом-вокалистом Алексеем Беловым ориентировались на англо-американский блюзовый репертуар. Это была самая горячая и заводная из групп. Белов обладал неподдельной блюзовой мимикой и в импровизациях часто доходил до полного экстаза, по-садистски мучая свою гитару…— Артемий Троицкий. «Рок в Союзе: 60-е, 70-е, 80-е…»
Осенью 1974 года в группу приходит Александр Микоян, игравший на ритм-гитаре и губной гармошке, а также исполнявший вокальные партии.
Возможно, не без помощи своего двоюродного брата в 1975—1976 годах с «Удачным приобретением» сотрудничает Стас Намин, причём на рок-фестивале в Таллине в 1975 году музыканты выступают как «группа Стаса Намина». Видимо, это переполнило чашу терпения, и в силу накопившихся разногласий Алексей Белов, Владимир Матецкий, Михаил Соколов прекращают сотрудничество. В группу «Удачное приобретение» приходит саксофонист Айдын (Алик) Гусейнов.
В 1977 году «Удачное приобретение» записывает несколько музыкальных заставок в ГДРЗ (Государственный дом радиовещания и звукозаписи) для Radio Moscow World Service. В записи также принял участие Андрей Макаревич, с которым музыкантов «Удачного приобретения» связывает многолетняя дружба и частые совместные выступления. Высокое мастерство музыкантов произвело настолько большое впечатление, что редакторы Radio Moscow World Service Михаил Таратута и Михаил Осокин предложили группе продолжить записи. Для того, чтобы с властями не было никаких трений, на радио группа записывается под названием «Глобус» (как ансамбль, исполняющий зарубежные песни). Репетиционная база переезжает на улицу 1905 года, в здание газет «Московская правда» и «Московский комсомолец» (ныне «МК»). «Удачное приобретение» выступает в модном ресторане «Сосновый бор» (Горки 10). Группу покидает Владимир Матецкий, который начинает брать частные уроки композиции. Его заменяет Владимир Бабенко.

…История тбилисского рок-фестиваля началась сентябрьским вечером 1979 года в московском ресторане «София». Несмотря на плохую кухню, неинтересную публику и вечно пьяных и иногда дерущихся с клиентурой хамов официантов, мы часто туда ходили. Там играл Лёша Белов…

… мы разговаривали с Гайозом Канделаки, заместителем директора Грузинской филармонии. Гайоз сказал: «Хотите, сделаем у нас большой фестиваль? Весной? Вы знаете, я больше люблю джаз, но если надо, можно пробивать и этот ваш рок-шмок…». Группа Белова тут же получила приглашение.— Артемий Троицкий. «Рок в Союзе: 60-е, 70-е, 80-е…»
В 1980 году, с 8 по 16 марта в Тбилиси проходил фестиваль «Весенние ритмы. Тбилиси-80». «Удачное приобретение» в составе Алексей «Вайт» Белов (гитара), Владимир Бабенко (бас-гитара), Алик Гусейнов (саксофон), Михаил «Петрович» Соколов (барабаны) получает приглашение от Артемия Троицкого на фестиваль. Группа выступает в первый день фестиваля, но не как участник, а вне конкурса (из-за исполнения кавер-версий на английском языке), под названием «Глобус». Тем не менее публика принимает их очень хорошо.

…Ходит легенда, что когда тбилисцев через год после рок-фестиваля «Тбилиси-80» спросили, не хотят ли они выдержать ещё один такой же, то они ответили: «Свердловск тоже очень красивый город».
Лето 1979 года группа в составе Алексей Белов (гитара), Крис Кельми (клавишные), Андрей Сапунов (бас-гитара), Юрий Титов (барабаны), а с ними — ансамбль «Волшебные сумерки» (где играли студенты МЭИ и будущие музыканты «Арии» Виталий Дубинин и Владимир Холстинин, а также композитор Алексей Максимов (Гусля)), проводят под Алуштой в студенческом лагере МЭИ. Играли на танцах.
По возвращении в Москву Кельми организует по приглашению Московского театра имени Ленинского комсомола группу «Рок-ателье», барабанщиком которой становится Юрий Титов. Уходит и Сапунов. Алексей Белов снова стал играть с Бабенко и Соколовым, а также познакомился с Давидом Тухмановым. Музыканты «Удачного приобретения» принимают участие в записи нескольких песен знаменитого композитора, таких как «Ненаглядная сторона», «Бреду по жёлтым склонам», «Там, в сентябре» и «Танцевальный час на солнце» в исполнении Валерия Леонтьева, «Беседа с Отечеством» и «Как жаль» в исполнении Яака Йоалы. На клавишных играл сам Тухманов.
В 1981 году «Удачное приобретение» распадается. Группа возобновляет деятельность в 1987 году под названием «ансамбль под управлением Алексея Белова». В составе группы выступали Алексей Белов (гитара), Андрей Айзенштадт (клавишные), Андрей Шарапов (бас-гитара), Михаил Соколов (ударные). В январе 1989 года группа с успехом выступила перед московской аудиторией на фестивале «Блюз в России».
С начала 1990-х годов «Удачное приобретение» вновь много выступает, но группа теперь не имеет постоянного состава. С группой в разное время играли барабанщики Николай Балакирев и Андрей Шатуновский, бас-гитаристы Николай Ширяев и Валерий Серёгин, клавишник Михаил Ольшанский.
Барабанщик Михаил Соколов, получивший прозвище «Петрович», ушёл из группы, зато освоил губную гармошку, став одним из лучших исполнителей на этом инструменте в России.
Трёхдневный фестиваль «Блюз в России» проходил с 17 по 19 января 1992 года в Москве в престижном московском концертном зале «Измайлово». Восемнадцать групп из России, с Украины, из Балтийских государств, Европы и Азии участвовали в нём.
Были сделаны и показаны по первому каналу телекомпании «Останкино» совместно с телекомпанией «ВиД» три 45-минутных фильма. Выпущен 92-минутный альбом с лучшими исполнениями на фестивале, который признан газетой «Коммерсантъ» лучшим концертным альбомом, когда-либо изданным в нашей стране. В этом марафоне приняла участие и группа «Удачное приобретение».
В 1995 году группа отмечала 25-летний юбилей. В телевизионной передаче «Живьём у Макса» телекомпании «Свежий Ветер» состоялось юбилейное выступление группы. Алексея Белова пришли поздравить Крис Кельми, Максим Капитановский, Андрей Макаревич, Владимир Матецкий, Михаил «Петрович» Соколов и многие другие.
В 2000 году, отмечая свой очередной юбилей (30 лет), группа «Удачное приобретение» побывала на ток-шоу «Антропология» Дмитрия Диброва.

В 2005 году юбилейный концерт прошёл в Центральном доме художника. Пара номеров исполнялась составом образца 1970 года (Алексей «Вайт» Белов — гитара, Владимир Матецкий — бас-гитара, Михаил «Петрович» Соколов — барабаны). 
…Уайт первую половину концерта фигурял в арабском одеянии …Однако подозревать Алексея в сочувствии террористам крайне нелепо. Это одеяние — лишь напоминание о том, как он выходил на сцену исторического рок-фестиваля «Тбилиси-80» в составе не «Удачного приобретения», а группы «Глобус».
 Группа «Удачное приобретение» в гостях на «Кухне» канала ТВЦ. Юбиляров пришли поздравить Андрей Макаревич и Владимир Матецкий.
В 2007 году Алексей «Вайт» Белов и «Удачное приобретение» выступают в клубе Б1 maximum на разогреве у Чака Берри.
В 2010 году по московским концертным площадкам проходит серия концертов, посвящённых 40-летию группы. В качестве почётных гостей группы на сцене вместе с «Вайтом» выступают Андрей Макаревич, Евгений Маргулис, Сергей Мазаев, Михаил Соколов, Борис Булкин. Алексей «Вайт» Белов принимает участие в записи ТВ проекта-интервью Пятого канала «Программа передач» (ведущая — Светлана Сорокина). Среди гостей — Стас Намин, Александр Кутиков и другие. Тема разговора — фестиваль Весенние ритмы. Тбилиси-80.
Ныне «Удачное приобретение» — это дуэт Алексея Белова и его сына, клавишника Алексея Белова-младшего, плюс сессионные музыканты.

## Дискография
- 1992 — «Блюз в России» 2LP («Evita Records», сборник, концертная запись)
- 1994 — «Блюз в России» CD («Evita Records/ЛАДЪ», сборник, концертная запись)
- 1996 — Блюз-фестиваль в «Арбат-блюз-клубе» («Союз», сборник, концертная запись)
- 1997 — Алексей Белов, Алексей Белов, Алексей Белов. «Удачное Приобретение»
- 2000 — Удачное Приобретение Live’74